# لبدیان
شهر لبدیان (به روسی: Лебедянь) در کشور روسیه و در اوبلاست لیپتسک واقع شده‌است.